# تناجر فضي الحنجرة
تناجر فضي الحنجرة (الاسم العلمي: Tangara icterocephala)، هو نوع من الطيور يتبع فصيلة التناجر ضمن رتبة العصفوريات.